# Sava Caracas
Sava Caracas, romunski general, * 1890, † 1945.